# Iotonchium fungorum
Iotonchium fungorum är en rundmaskart. Iotonchium fungorum ingår i släktet Iotonchium och familjen Iotonchiidae. Inga underarter finns listade i Catalogue of Life.